# Калифорнийская барракуда
Калифорнийская барракуда, или серебристая барракуда, или американская морская щука (лат. Sphyraena argentea), — вид лучепёрых рыб из семейства барракудовых (Sphyraenidae). Распространены в восточной части Тихого океана от Аляски до Нижней Калифорнии. Максимальная длина тела 145 см.

## Описание
Тело вытянутое, в поперечном сечении цилиндрической формы, немного сжато с боков, покрыто мелкой циклоидной чешуёй. Высота тела укладывается 7,5 раз в стандартную длину тела. Голова длинная с заострённым рылом, также покрыта чешуёй сверху и по бокам. Рот большой, почти горизонтальный. Челюсти удлинённые, нижняя челюсть выдаётся вперёд. Зубы крупные, острые, конической формы; передние зубы клыковидные.
Два коротких спинных плавника разделены большим промежутком. В первом спинном плавнике 5 жёстких лучей. Во втором спинном плавнике 1 жёсткий и 9—10 мягких лучей. В анальном плавнике 1 колючий и 8—10 мягких лучей. Последние мягкие лучи второго спинного плавника и анального плавника удлинённые. Хвостовой плавник выемчатый. Грудные плавники короткие, расположены ниже боковой линии. В брюшных плавниках 1 колючий и 5 мягких лучей. Боковая линия хорошо развита, прямая, с 150—166 чешуйками
Верхняя часть тела голубовато-коричневая. Бока и брюхо серебристо-белые.
Максимальная длина тела 145 см, масса 12 кг.

## Биология
Морские пелагические рыбы. Обитают в прибрежных водах на глубине от 0 до 18 м. Обычно образуют небольшие стаи.
Питаются мелкими стайными рыбами (Sardinops caeruleus, калифорнийский анчоус, молодь ставрид и скумбрий). Впервые созревают в возрасте 2-х лет. Нерестятся в мае — июле. Нерест порционный. Плодовитость зависит от размеров самок и составляет 300—400 тысяч икринок. Икра пелагическая. Максимальная продолжительность жизни 12 лет.

## Ареал
Серебристые барракуды распространены в тропических, субтропических и тёплых умеренных водах восточной части Тихого океана от Аляски до Нижней Калифорнии. Севернее мыс Консепшен (Калифорния) встречаются редко.